# 에리카 캠벨
에리카 로즈 캠벨(Erica Rose Campbell, 1981년 5월 12일 ~ )은 한때 미국의 글래머 모델 및 배우였다. 미국 뉴햄프셔 디이필드에서 태어났고 전직으로 누드모델과 배우로 활동하였다.

## 경력
캠벨은 플레이보이 특별판의 2005년의 모델이었다.

## 인생
2008년 5월 11일에 그녀는 그녀의 웹사이트에 성인오락산업에서 은퇴를 선언하고 현재는 그리스도인이 되었다.